# José Galán Barba
José Galán Barba (Sanlúcar de Barrameda, 16 de juliol de 1973) és un exfutbolista professional andalús, que ocupava la posició de defensa.
Va començar a destacar a l'Atlético Sanluqueño de la seua ciutat natal. El 1995 passa a la UD Melilla, i a l'any següent ingressa al filial del Reial Betis. La temporada 97/98 debuta a la Segona Divisió amb el Xerez CD, tot jugant 37 partits.
El Xerez baixa a Segona B, però el defensa continua a la categoria d'argent en fitxar pel Recreativo de Huelva. Després d'una discreta primera campanya, Galán va ser titular amb els onubencs entre 1999 i 2002, rematat per l'ascens a primera divisió. A la màxima categoria, només va aparèixer en nou ocasions, i el Recreativo va baixar. La temporada 03/04, de nou a Segona, hi jugaria 16 partits.
El 2004 deixa el Recreativo i marxa a la UD Almeria, també de Segona. A partir del 2005, el defensa ha militat en equips andalusos de categories més modestes: Algeciras CF de Segona B (05), i ja en categories no professionals, Chiclana (05/06), Arcos i San Roque de Lepe, on arriba el gener de 2008.